# Vincent de Guastalla
Vincent de Gonzague de Guastalla (Guastalla, 1602 – Salamanque, 23 octobre 1694) est un militaire du duché de Mantoue au service de l'Espagne.

## Biographie
Il est le huitième fils du duc de Guastalla Ferdinand II de Guastalla et de Vittoria Doria.
Il est au service de l'Espagne, commandeur à Villafranca de l'ordre de Calatrava, gentilhomme de la chambre du roi Charles II, capitaine-général de la Galice, il est nommé vice-roi de Valence (mais n'a pas de charge), vice-roi de Catalogne, vice-roi de Sicile et gouverneur du conseil des Indes, en l'absence du duc de Medina.